# 井口延次郎
井口 延次郎（いぐち のぶじろう、1882年（明治15年）1月14日 - 1965年（昭和40年）6月7日）は、明治末から昭和期の実業家・政治家。衆議院議員。

## 経歴
三重県三重郡、のちの四日市町（現四日市市）で、素封家、石材商・井口長右衛門の二男として生まれた。小学校卒業後に上京し、国民英学会で学んだ。
貿易商薩摩商会に入り下積みから始めて次第に信頼を得て、東京本店、大阪支店、旅順出張所などで勤務した。第一次世界大戦時に井口汽船部、弥彦商会、東京海運 (株) を設立して、海運業で巨万の富を築いた。その他、朝日海陸運輸、東洋耐火煉瓦、東洋電業、明光堂などを経営した。
政界にも進出し、1924年（大正13年）5月、第15回衆議院議員総選挙で三重県第2区から政友本党公認で出馬して初当選し、1928年（昭和3年）2月の第16回総選挙でも再選され、衆議院議員に連続2期在任した。この間、田中義一内閣・総理大臣秘書官、大礼使事務官などを務めた。

## 国政選挙歴
- 第14回衆議院議員総選挙（三重県第2区、1920年5月、立憲政友会）次点落選[10]
- 第15回衆議院議員総選挙（三重県第2区、1924年5月、政友本党公認）当選[8]
- 第16回衆議院議員総選挙（三重県第1区、1928年2月、立憲政友会）当選[9]
- 第17回衆議院議員総選挙（三重県第1区、1930年2月、立憲政友会公認）次点落選[11]
- 第22回衆議院議員総選挙（三重県全県区、1946年4月、日本自由党公認）落選[12]